# Maison Al Thani
La famille princière Al Thani est la famille souveraine qui règne sur le Qatar depuis le milieu du XIXe siècle. La maison « Al Thani » (qui signifie « famille Thani ») descend des Bani Tamim, une des plus grandes tribus de la péninsule Arabique.

## Histoire
Les Al Thani font partie de la tribu arabe des Banu Tamim, qui appartient à la tribu des Mudar ben Nizar établie à Gebrin, une oasis située dans le sud du Nejd, aujourd'hui en Arabie saoudite, avant qu'ils s'installent sur l'actuelle péninsule qatarienne. Les Bani Tamim se sont installés au Qatar au début du XVIIIe siècle. Leur premier établissement était alors le Nord de la péninsule, avant qu'ils se déplacent avec leur chef Mohammed ben Thani au milieu du XIXe siècle dans la corniche de Doha.
La famille Al Thani se divise en de nombreuses branches. Cependant, il n'y avait que trois branches principales au début des années 1990 : les Al Jassem, les Al Ahmed et les Al Jaber. Le nombre de membres de la famille Al Thani au cours de la même période a été estimé à environ 3 000 membres.
Les membres de la famille de l'émir ont été la plupart du temps nommés à des postes importants dans les principales institutions de l'État tels que la défense, l’intérieur ou les affaires étrangères.

## Liste des membres

### Membres actuels
- Tamim ben Hamad, actuel émir du Qatar
- Hamad ben Khalifa Al Thani, père de l'émir portant le titre d'« émir-père »
- Moza bint Nasser al-Missned, mère de l'émir
- Hind bint Hamad Al Thani, sœur de l'émir
- Hamad ben Jassem Al Thani, ancien Premier ministre
- Abdallah ben Khalifa Al Thani (né en 1959), ancien Premier ministre
- Abdallah ben Nasser ben Khalifa Al Thani, ancien Premier ministre
- Khaled ben Khalifa ben Abdelaziz Al Thani, ancien Premier ministre

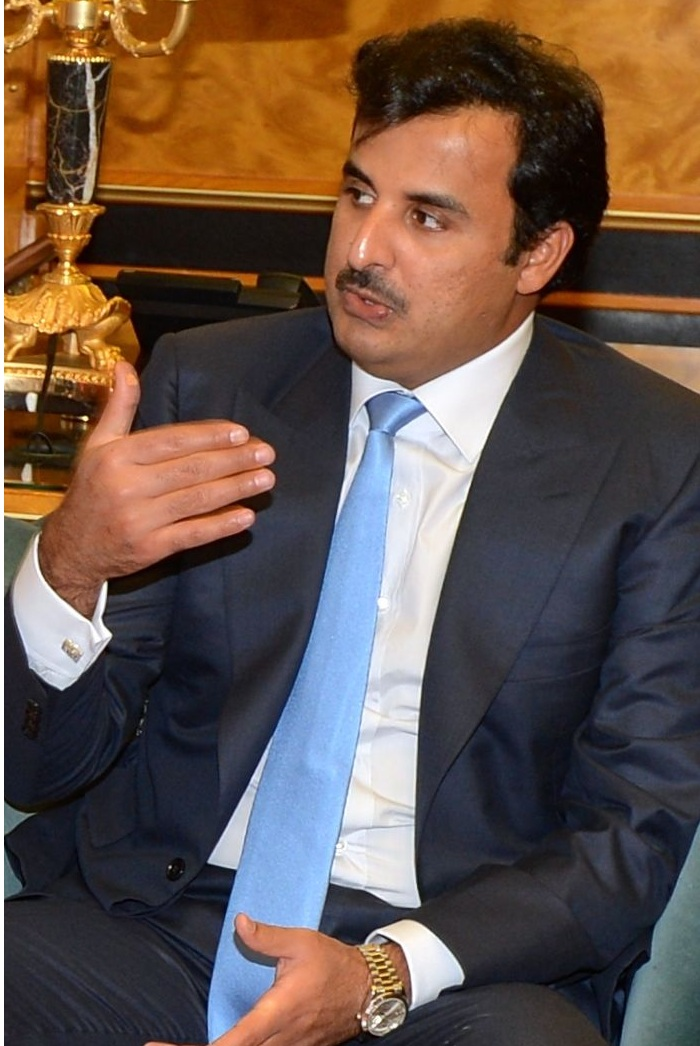
L'émir Tamim.
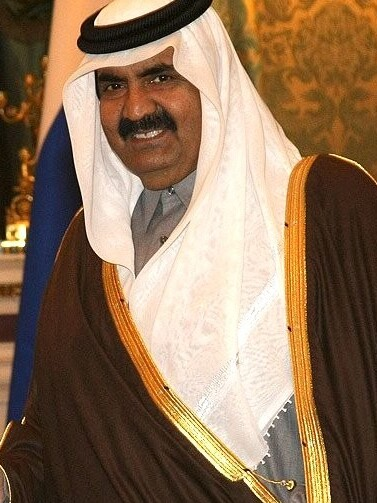
Hamad ben Khalifa Al Thani.
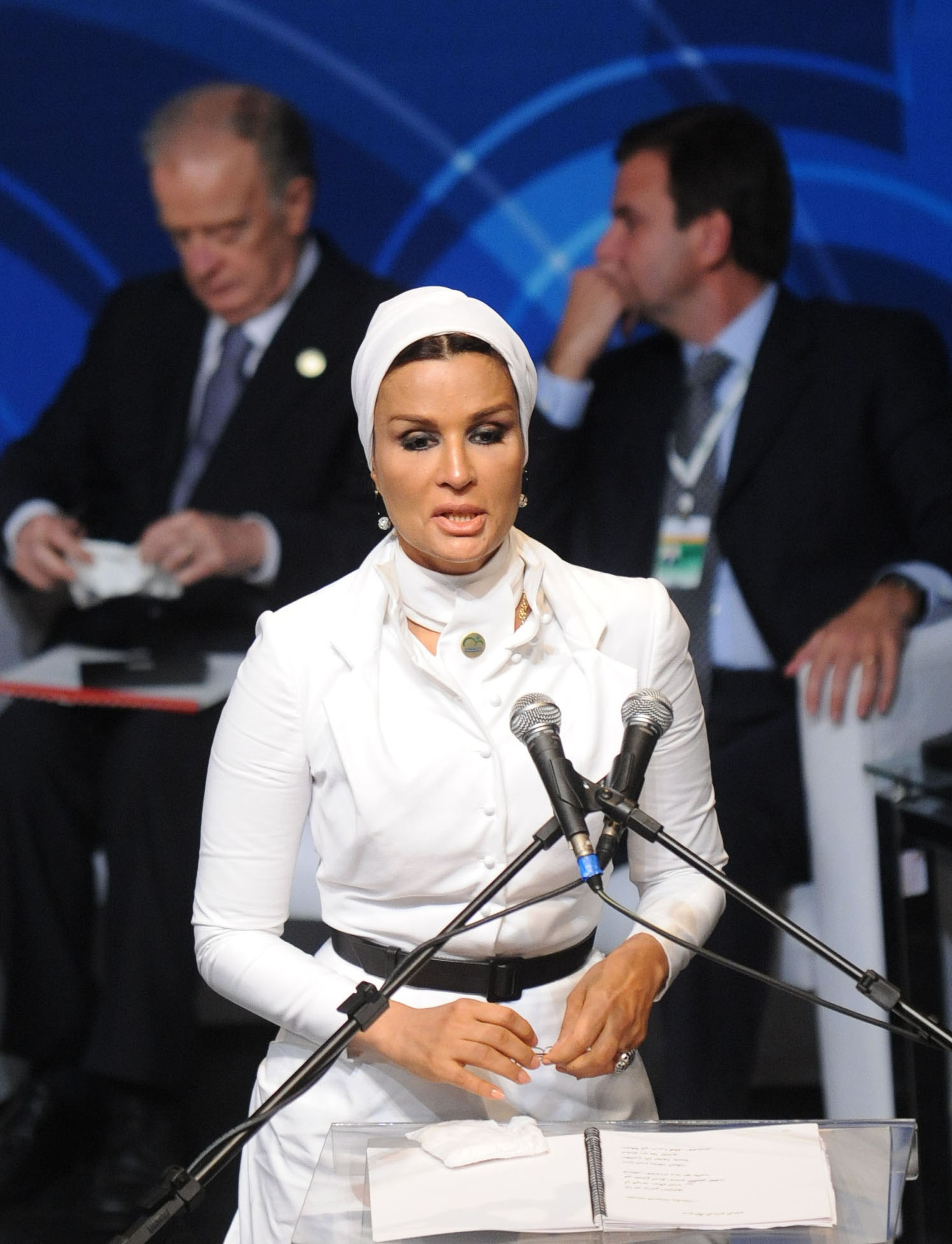
Moza bint Nasser Al Missned.
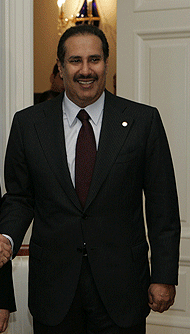
Hamad ben Jassem Al Thani.

## Pour approfondir